# Marokko op het Eurovisiesongfestival

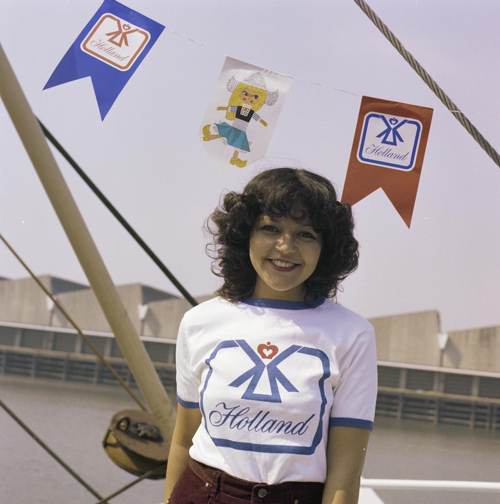
Samira Bensaid in Den Haag tijdens het Eurovisiesongfestival 1980

Marokko heeft slechts één keer aan het Eurovisiesongfestival deelgenomen, in 1980 toen het festival in Nederland plaatsvond. Samira Bensaid bracht er het Arabisch gezongen lied Bitaqat khub. Marokko behaalde met deze deelname een achttiende plaats, met slechts zeven punten van de Italiaanse jury. De puntenverdeling door de Marokkaanse jury was de meest afwijkende; zo kreeg winnaar Ierland nul punten en gingen de twaalf punten naar Turkije.

## Toekomstige deelname
De nationale omroep SNRT had plannen om mee te doen in 2008. De regering deed er twee weken over om tot een besluit te komen, daar er een voordeel en een nadeel aan vastzat. Marokko zou meer bij Europa kunnen horen en Marokkaanse muziek naar Belgrado kunnen sturen. Dit genre muziek zou het goed kunnen doen op het festival, omdat het lijkt op Turkse muziek en Turkije destijds vaak in de top 5 eindigde.
Het nadeel was dat er optredens voorkomen die te bloot zijn (zoals de inzendingen van IJsland en Polen in 2006) of teksten die tegen de islam in gaan (bijvoorbeeld van Lordi). Marokko zendt het festival ieder jaar uit (de halve finales en de finale), maar als er een "verboden" optreden komt, zenden ze reclame uit. Volgens het EBU-reglement moet men alles uitzenden wanneer men zelf deelneemt.
De commerciële 2M TV heeft een aanmelding voor een lidmaatschap voor de EBU aangevraagd, zodat Marokko mee kan doen aan het Eurovisiesongfestival en het Junior Eurovisiesongfestival.
De EBU heeft de zender een status van kandidaat-lid gegeven, en het is nog niet zeker wanneer 2M TV lid van de EBU wordt.

## Marokkaanse deelname
| Jaar | Artiest        | Titel        | Fin. | Ptn. | Taal     |
| ---- | -------------- | ------------ | ---- | ---- | -------- |
| 1980 | Samira Bensaid | Bitaqat khub | 18   | 7    | Arabisch |

## Punten
| Plaats | Land                | Punten |
| ------ | ------------------- | ------ |
| 1      | Turkije             | 12     |
| 2      | Duitsland           | 10     |
| 3      | Verenigd Koninkrijk | 8      |
| 4      | Zwitserland         | 7      |
| 5      | Zweden              | 6      |
| 6      | Spanje              | 5      |
| 7      | Noorwegen           | 4      |
| 8      | Oostenrijk          | 3      |
| 9      | Denemarken          | 2      |
| 10     | Frankrijk           | 1      |

| Plaats | Land   | Punten |
| ------ | ------ | ------ |
| 1      | Italië | 7      |

1980 · 1981-2025